# Pardosa naevia
Pardosa naevia är en spindelart som först beskrevs av Ludwig Carl Christian Koch 1875.  Pardosa naevia ingår i släktet Pardosa och familjen vargspindlar. Inga underarter finns listade i Catalogue of Life.